# Санторо, Джузеппе
Джузеппе Санторо (итал. Giuseppe Santoro; 9 ноября 1894—2 июня 1975) — итальянский военный деятель. Автор двухтомной книги  L'aeronautica italiana nella seconda guerra mondiale, посвящённой участию итальянских ВВС во Второй мировой войне.

## Биография
Родился 9 ноября 1894 года в районе Сан-Фердинандо в Неаполе. В 1915 году был призван в армию, ввиду вступления Италии в Первую мировую войну. Первоначально назначен в 12-й артиллерийский полк Кампании, а затем в корпус ВВС в качестве наблюдателя. С 25 августа 1917 года в составе 26-й эскадрильи, с 25 октября — в 32-й эскадрильи, а в конце войны служил во 2-й секции SVA. 
После окончания войны перешёл в Regia Aeronautica. В 1932 году стал командиром 20-го крыла. Будучи признанным теоретиком, часто проводил занятия в Военно-воздушной школе Флоренции. Вместе с Джино Д'Анджело был редактором журнала Le Vie dell'Aria. 
В феврале 1936 года повышен до звания генерала авиационной бригады, а затем занял пост командующего дивизией «Аквила». Покинул подразделение 6 июля 1939 года.
1 ноября 1939 года стал заместителем начальника штаба Королевских ВВС. На этой должности оставался до 1949 года. В сентябре 1943 года, узнав о подписании перемирия между союзниками и Италией, перешёл на сторону нового правительства во главе с Пьетре Бадольо. После назначен представителем итальянских ВВС в Центре военных исследований. В 1957 году опубликовал два тома L'aeronautica italiana nella seconda guerra mondiale, посвящённых участию итальянских ВВС во Второй мировой войны, в которых он осудил недостатки и ошибки, допущенные его прежним руководством в предвоенный период. 
Умер 2 июня 1975 года.